# Vivaldi (navegador web)
Vivaldi és un navegador de web gratuït desenvolupat per Vivaldi Technologies, una empresa fundada pel cofundador i anterior CEO d'Opera Software Jon Stephenson von Tetzchner i Tatsuki Tomita. El navegador està dissenyat per tecnòlegs devots, usuaris d'internet usuals, i antics usuaris del navegador Opera descontents pel canvi del motor de renderització Presto pel Blink. Vivaldi vol reviure les característiques antigues i populars de l'Opera 12 i introduir-ne de noves i innovadores. El navegador és actualitzat setmanalment, en la forma de "Snapshots", i ha obtingut popularitat des del llançament de la seva primera preestrena tècnica. El 3 de novembre de 2015, Vivaldi Technologies van llançar la primera beta del navegador web Vivaldi navegador de web va anunciar que les preestrenes tècniques del navegador havien estat descarregades més de 2 milions de vegades.

## Història
Vivaldi va començar com a pàgina web de comunitat virtual que va reemplaçar My Opera, la qual va ser tancada per Opera Software el març de 2014. Jon Stephenson von Tetzchnerva enfadar-se per aquesta decisió perquè creia que aquesta comunitat ajudava al navegador web Opera a ser el que era. Tetzchner llavors va obrir la Comunitat Vivaldi —una comunitat virtual enfocada a proporcionar un fòrum de discussió, servei de blogs, i altres serveis webs pràctics pels usuaris registrats. Més tard, el 27 de gener de 2015, Vivaldi Technologies va llançar —tenint la comunitat en compte— la primera preestrena tècnica del navegador Vivaldi. El seu nom ve del compositor italià Antonio Vivaldi, el qual segons un dels seus creadors, és un nom fàcil per ser recordat i entès a tot el món. El 6 d'abril de 2016 se'n va llençar la primera versió estable. El juny de 2016, el navegador va incorporar, entre altres millores, la traducció al català.

## Característiques

### Disseny i personalització
Vivaldi té una interfície d'usuari minimalística amb fonts i icones bàsiques, i un esquema de color que canvia basat en el fons i el disseny de la pàgina web visitada. El navegador també permet personalitzar l'aspecte d'elements de la interfície com el color de fons, el tema global, barra d'adreces i posicionament de les pestanyes, i pàgines d'inici. Segons el CEO Jon von Tetzchner, aquesta característica del Vivaldi és una part enorme de com el navegador serveix als usuaris potencials.

### Usabilitat
Vivaldi presenta l'habilitat d'"amuntegar" i "enllosar" pestanyes, anotar pàgines web, i afegir notes a les adreces d'interès. A més, els usuaris poden col·locar adreces d'interès en una pàgina de "dial ràpid" per cercar adreces d'interès, historial de navegació, obrir pestanyes i configuració. Vivaldi està construït a partir de tecnologies com HTML5, Node.js, React.js, i nombrosos mòduls. Des de la preestrena tècnica 4, Vivaldi també té suport pels gestos de ratolí que serveixen per canviar de pestanya o activar el teclat. Vivaldi també es pot configurar amb "Chromeless UI", el qual dona als usuaris més pantalla i l'habilitat de concentrarse en una sola pàgina sense distraccions.

## Addicions futures
Vivaldi Technologies està planejant alliberar un servei anomenat "Vivaldi Sync," el qual permetrà sincronitzar les adreces d'interès, historial, contrasenyes i configuració a través d'ordinadors diferents. També, l'empresa espera integrar un client de correu electrònic, l'"M3", a una versió futura de Vivaldi.
Els desenvolupadors estan planejant alliberar la seva plataforma d'extensions pròpia per Vivaldi.